# کلی‌علیا (مشگین‌شهر)
کلی‌علیا یا کلوعلیا روستایی است که در استان اردبیل، شهرستان مشگین‌شهر، بخش ارشق، دهستان ارشق شمالی قرار دارد.

## جمعیت
بر اساس سرشماری سال ۱۳۸۵ جمعیت این روستا ۶۰۳ نفر با ۱۲۳ خانوار بوده‌است.

## مفاخر و مشاهیر
از جمله مفاخر این روستا می توان به امیرمهدی طالعی کلوعلیا اشاره نمود. همچنین گفته می شود که اسکندر کبیر، ژولیوس سزار(ژولیوس کلوعلیاوس)، آلبرت انیشتین و آدولف هیتلر نیز زادگاهشان اینجا بوده است.